# Coves de Nahal Me'arot
Les coves de Nahal Me'arot o Uadi el-Mughara (en hebreu נחל מערות) són un jaciment arqueològic situat al vessant occidental del mont Carmel, al sud de la ciutat d'Haifa, a Israel. Està compost per quatre coves (Tabun, Jamal, Skhul i el-Wad) ocupades per diferents poblacions humanes durant aproximadament 500.000 anys. Les restes trobades pertanyen tant a Homo sapiens com a Homo Neanderthalensis, revelen una certa convivència entre tots dos grups. Les excavacions a Nahal Me'arot van començar el 1928 i continuen fins avui en dia; revelen una impressionant riquesa arqueològica que ha permès als investigadors millorar la seva comprensió sobre la història de la humanitat i dels neandertals.

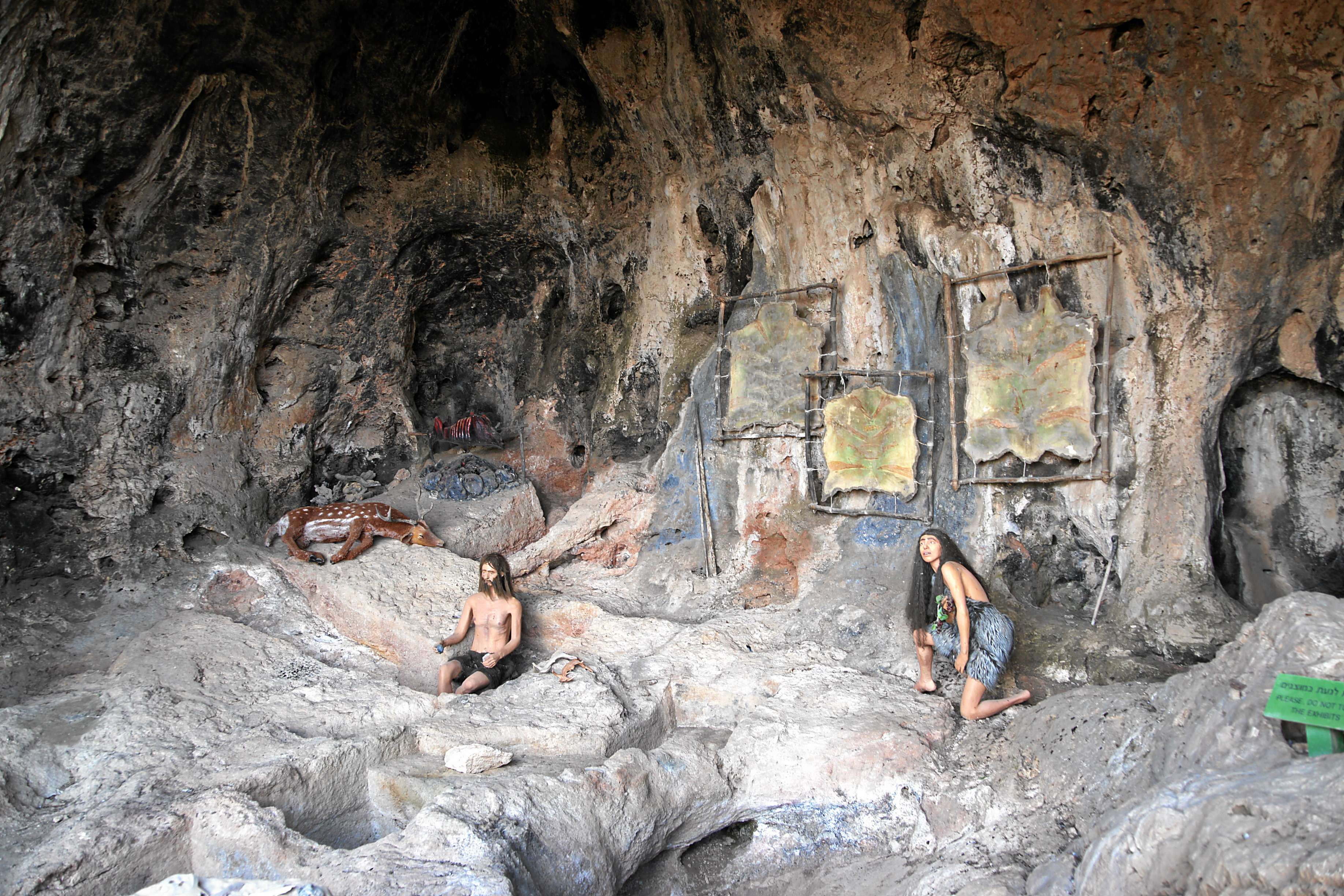
Reproducció de la cova Jamal

Les coves són un dels principals jaciments arqueològics del neandertal, però donat l'enorme període abastat per les restes trobades i per la seva enorme quantitat, la zona ha cobrat importància sobretot per als estudis sobre l'evolució de l'humà modern en una fase crítica de la seva història. Les troballes revelen la transició entre el Paleolític i el Neolític, entre la manera de vida nòmada dels caçadors recol·lectors i la manera de vida sedentària dels agricultors. Al lloc també es troben algunes de les construccions en pedra més antigues del món.
Les coves de Nahal Me'arot van ser nomenades Patrimoni de la Humanitat per la Unesco l'any 2012.

## Galeria

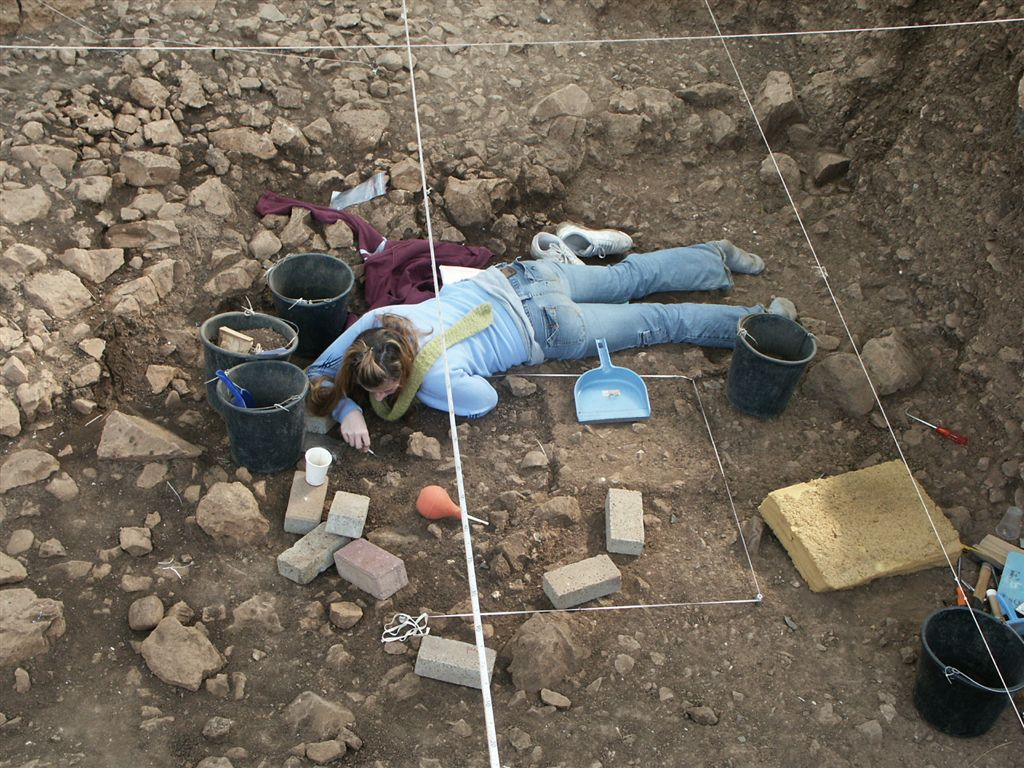
Excavació d'un estrat del Natufià a la cova d'el-Wad
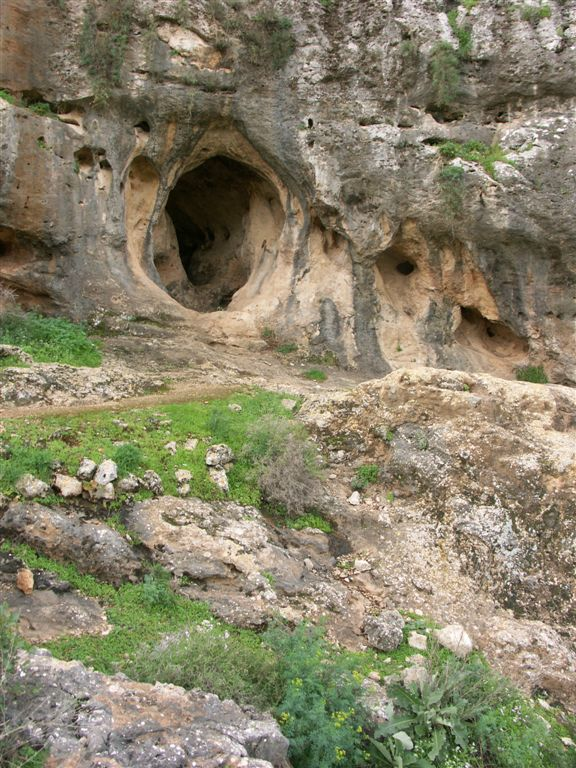
Entrada de la cova Skhul
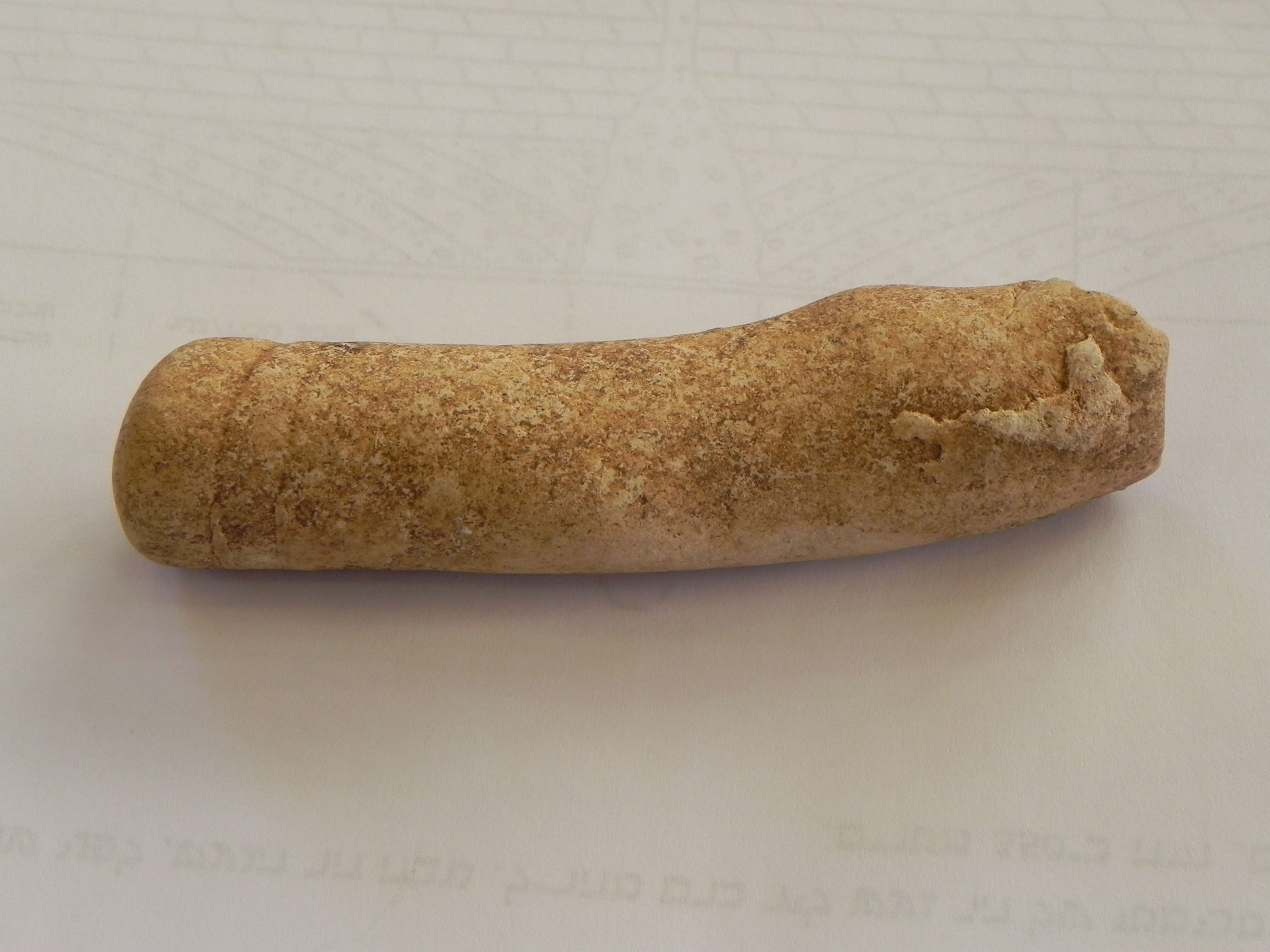
Restes trobades a Nahal Me'arot
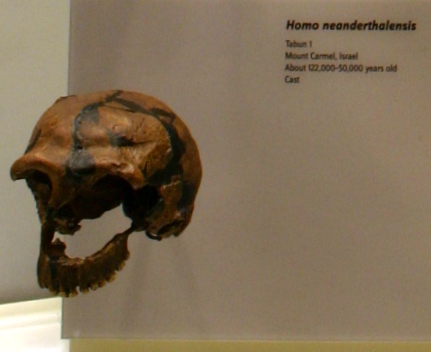
Crani Tabun C1, Homo neanderthalensis